# 富田村 (福井県)
富田村（とみたむら）は福井県大野郡にあった村。現在の大野市中心部の東北東、九頭竜川左岸、真名川右岸、越美北線越前田野駅・越前富田駅の周辺にあたる。

## 地理
- 河川：九頭竜川、真名川

## 歴史
- 1889年（明治22年）4月1日 - 町村制の施行により、下唯野村、蕨生村、木落村、井ノ口村、土布子村、新河原村、森目村、新田村、富島村、下麻生島村、上麻生島村、川島村、田野村、上野村、土打村及び七板村の区域をもって、富田村が発足する。
- 1947年（昭和22年）10月25日 - 昭和天皇の戦後巡幸。塚原開拓地を視察する予定であったが、雨天のため公会堂で奉迎が行われた[1]。
- 1954年（昭和29年）7月1日 - 大野町、下庄町、上庄村、五箇村、阪谷村、富田村、乾側村及び小山村が合併して、大野市が発足する。

## 交通

### 鉄道路線
現在は旧村域に越美北線の越前田野駅・越前富田駅・下唯野駅が所在するが、当時は未開業。

### 道路
- 国道158号

## 村長
- 林彦一